# Inline-Alpin-Weltcup 2018
Der Inline-Alpin-Weltcup 2018 wurde vom 3. Juni bis 8. September 2018 ausgetragen. Vom 12. bis 14. Oktober 2018 fand in Saitama die Inline-Alpin-Weltmeisterschaften 2018 statt.

## Änderung 2018
Der Rennkalender umfasste sechs Weltcuporten in Europa. Neu in den Rennkalender hinzugekommen ist Degmarn (Deutschland), Tortoreto (Italien), Meziboří und Turnov (Tschechen). Dafür wurde Lenningen (Deutschland), Domodossola (Italien) und Jirkov (Tschechien) aus dem Kalender gestrichen.

## Austragungsorte
Turnov:
- 3. Juni 2018

 Meziboří:
- 24. Juni 2018

 Degmarn:
- 8. Juli 2018

 Tortoreto:
- 29. Juli 2018

 Villablino:
- 17. August 2018

 Warschau:
- 8. September 2018

## Weltcup-Übersicht

### Frauen
| 1. Weltcup in Turnov, 3. Juni 2018 | 1. Weltcup in Turnov, 3. Juni 2018 | 1. Weltcup in Turnov, 3. Juni 2018 | 1. Weltcup in Turnov, 3. Juni 2018 | 1. Weltcup in Turnov, 3. Juni 2018 |
| ---------------------------------- | ---------------------------------- | ---------------------------------- | ---------------------------------- | ---------------------------------- |
| Datum                              | Disziplin                          | Erster Platz                       | Zweiter Platz                      | Dritter Platz                      |
| 3. Juni 2018 (So.)                 | Slalom                             | Marina Seitz (GER)                 | Claudia Wittmann (GER)             | Ann-Krystina Wanzke (GER)          |

| 2. Weltcup in Meziboří, 24. Juni 2018 | 2. Weltcup in Meziboří, 24. Juni 2018 | 2. Weltcup in Meziboří, 24. Juni 2018 | 2. Weltcup in Meziboří, 24. Juni 2018 | 2. Weltcup in Meziboří, 24. Juni 2018 |
| ------------------------------------- | ------------------------------------- | ------------------------------------- | ------------------------------------- | ------------------------------------- |
| Datum                                 | Disziplin                             | Erster Platz                          | Zweiter Platz                         | Dritter Platz                         |
| 24. Juni 2018 (So.)                   | Slalom                                | Marina Seitz (GER)                    | Ann-Krystina Wanzke (GER)             | Manuela Schmohl (GER)                 |

| 3. Weltcup in Degmarn, 8. Juli 2018 | 3. Weltcup in Degmarn, 8. Juli 2018 | 3. Weltcup in Degmarn, 8. Juli 2018 | 3. Weltcup in Degmarn, 8. Juli 2018 | 3. Weltcup in Degmarn, 8. Juli 2018 |
| ----------------------------------- | ----------------------------------- | ----------------------------------- | ----------------------------------- | ----------------------------------- |
| Datum                               | Disziplin                           | Erster Platz                        | Zweiter Platz                       | Dritter Platz                       |
| 8. Juli 2018 (So.)                  | Slalom                              | Mona Sing (GER)                     | Claudia Wittmann (GER)              | Marina Seitz (GER)                  |

| 4. Weltcup in Tortoreto, 29. Juli 2018 | 4. Weltcup in Tortoreto, 29. Juli 2018 | 4. Weltcup in Tortoreto, 29. Juli 2018 | 4. Weltcup in Tortoreto, 29. Juli 2018 | 4. Weltcup in Tortoreto, 29. Juli 2018 |
| -------------------------------------- | -------------------------------------- | -------------------------------------- | -------------------------------------- | -------------------------------------- |
| Datum                                  | Disziplin                              | Erster Platz                           | Zweiter Platz                          | Dritter Platz                          |
| 29. Juli 2018 (So.)                    | Slalom                                 | Ann-Krystina Wanzke (GER)              | Elea Börsig (GER)                      | Marina Seitz (GER)                     |

| 5. Weltcup in Villablino, 17. August 2018 | 5. Weltcup in Villablino, 17. August 2018 | 5. Weltcup in Villablino, 17. August 2018 | 5. Weltcup in Villablino, 17. August 2018 | 5. Weltcup in Villablino, 17. August 2018 |
| ----------------------------------------- | ----------------------------------------- | ----------------------------------------- | ----------------------------------------- | ----------------------------------------- |
| Datum                                     | Disziplin                                 | Erster Platz                              | Zweiter Platz                             | Dritter Platz                             |
| 17. August 2018 (Fr.)                     | Slalom                                    | Mona Sing (GER)                           | Marina Seitz (GER)                        | Ann-Krystina Wanzke (GER)                 |

| 6. Weltcup in Warschau, 8. September 2018 | 6. Weltcup in Warschau, 8. September 2018 | 6. Weltcup in Warschau, 8. September 2018 | 6. Weltcup in Warschau, 8. September 2018 | 6. Weltcup in Warschau, 8. September 2018 |
| ----------------------------------------- | ----------------------------------------- | ----------------------------------------- | ----------------------------------------- | ----------------------------------------- |
| Datum                                     | Disziplin                                 | Erster Platz                              | Zweiter Platz                             | Dritter Platz                             |
| 8. September 2018 (Sa.)                   | Slalom                                    | Mona Sing (GER)                           | Claudia Wittmann (GER)                    | Marina Seitz (GER)                        |

### Männer
| 1. Weltcup in Turnov, 3. Juni 2018 | 1. Weltcup in Turnov, 3. Juni 2018 | 1. Weltcup in Turnov, 3. Juni 2018 | 1. Weltcup in Turnov, 3. Juni 2018 | 1. Weltcup in Turnov, 3. Juni 2018 |
| ---------------------------------- | ---------------------------------- | ---------------------------------- | ---------------------------------- | ---------------------------------- |
| Datum                              | Disziplin                          | Erster Platz                       | Zweiter Platz                      | Dritter Platz                      |
| 3. Juni 2018 (So.)                 | Slalom                             | Sven Ortel (GER)                   | Marco Walz (GER)                   | Jörg Bertsch (GER)                 |

| 2. Weltcup in Meziboří, 24. Juni 2018 | 2. Weltcup in Meziboří, 24. Juni 2018 | 2. Weltcup in Meziboří, 24. Juni 2018 | 2. Weltcup in Meziboří, 24. Juni 2018 | 2. Weltcup in Meziboří, 24. Juni 2018 |
| ------------------------------------- | ------------------------------------- | ------------------------------------- | ------------------------------------- | ------------------------------------- |
| Datum                                 | Disziplin                             | Erster Platz                          | Zweiter Platz                         | Dritter Platz                         |
| 24. Juni 2018 (So.)                   | Slalom                                | Simon Schachtner (GER)                | Marco Walz (GER)                      | Miks Zvejnieks (LAT)                  |

| 3. Weltcup in Degmarn, 8. Juli 2018 | 3. Weltcup in Degmarn, 8. Juli 2018 | 3. Weltcup in Degmarn, 8. Juli 2018 | 3. Weltcup in Degmarn, 8. Juli 2018 | 3. Weltcup in Degmarn, 8. Juli 2018 |
| ----------------------------------- | ----------------------------------- | ----------------------------------- | ----------------------------------- | ----------------------------------- |
| Datum                               | Disziplin                           | Erster Platz                        | Zweiter Platz                       | Dritter Platz                       |
| 8. Juli 2018 (So.)                  | Slalom                              | Sven Ortel (GER)                    | Marco Walz (GER)                    | Miks Zvejnieks (LAT)                |

| 4. Weltcup in Tortoreto, 29. Juli 2018 | 4. Weltcup in Tortoreto, 29. Juli 2018 | 4. Weltcup in Tortoreto, 29. Juli 2018 | 4. Weltcup in Tortoreto, 29. Juli 2018 | 4. Weltcup in Tortoreto, 29. Juli 2018 |
| -------------------------------------- | -------------------------------------- | -------------------------------------- | -------------------------------------- | -------------------------------------- |
| Datum                                  | Disziplin                              | Erster Platz                           | Zweiter Platz                          | Dritter Platz                          |
| 29. Juli 2018 (So.)                    | Slalom                                 | Sven Ortel (GER)                       | Miks Zvejnieks (LAT)                   | Noah Sing                              |

| 5. Weltcup in Villablino, 17. August 2018 | 5. Weltcup in Villablino, 17. August 2018 | 5. Weltcup in Villablino, 17. August 2018 | 5. Weltcup in Villablino, 17. August 2018 | 5. Weltcup in Villablino, 17. August 2018 |
| ----------------------------------------- | ----------------------------------------- | ----------------------------------------- | ----------------------------------------- | ----------------------------------------- |
| Datum                                     | Disziplin                                 | Erster Platz                              | Zweiter Platz                             | Dritter Platz                             |
| 17. August 2018 (Fr.)                     | Slalom                                    | Jörg Bertsch (GER)                        | Sven Ortel (GER)                          | Marco Walz (GER)                          |

| 6. Weltcup in Warschau, 8. September 2018 | 6. Weltcup in Warschau, 8. September 2018 | 6. Weltcup in Warschau, 8. September 2018 | 6. Weltcup in Warschau, 8. September 2018 | 6. Weltcup in Warschau, 8. September 2018 |
| ----------------------------------------- | ----------------------------------------- | ----------------------------------------- | ----------------------------------------- | ----------------------------------------- |
| Datum                                     | Disziplin                                 | Erster Platz                              | Zweiter Platz                             | Dritter Platz                             |
| 8. September 2018 (Sa.)                   | Slalom                                    | Sven Ortel (GER)                          | Miks Zvejnieks (LAT)                      | Jörg Bertsch (GER)                        |